# Betty Gilpin

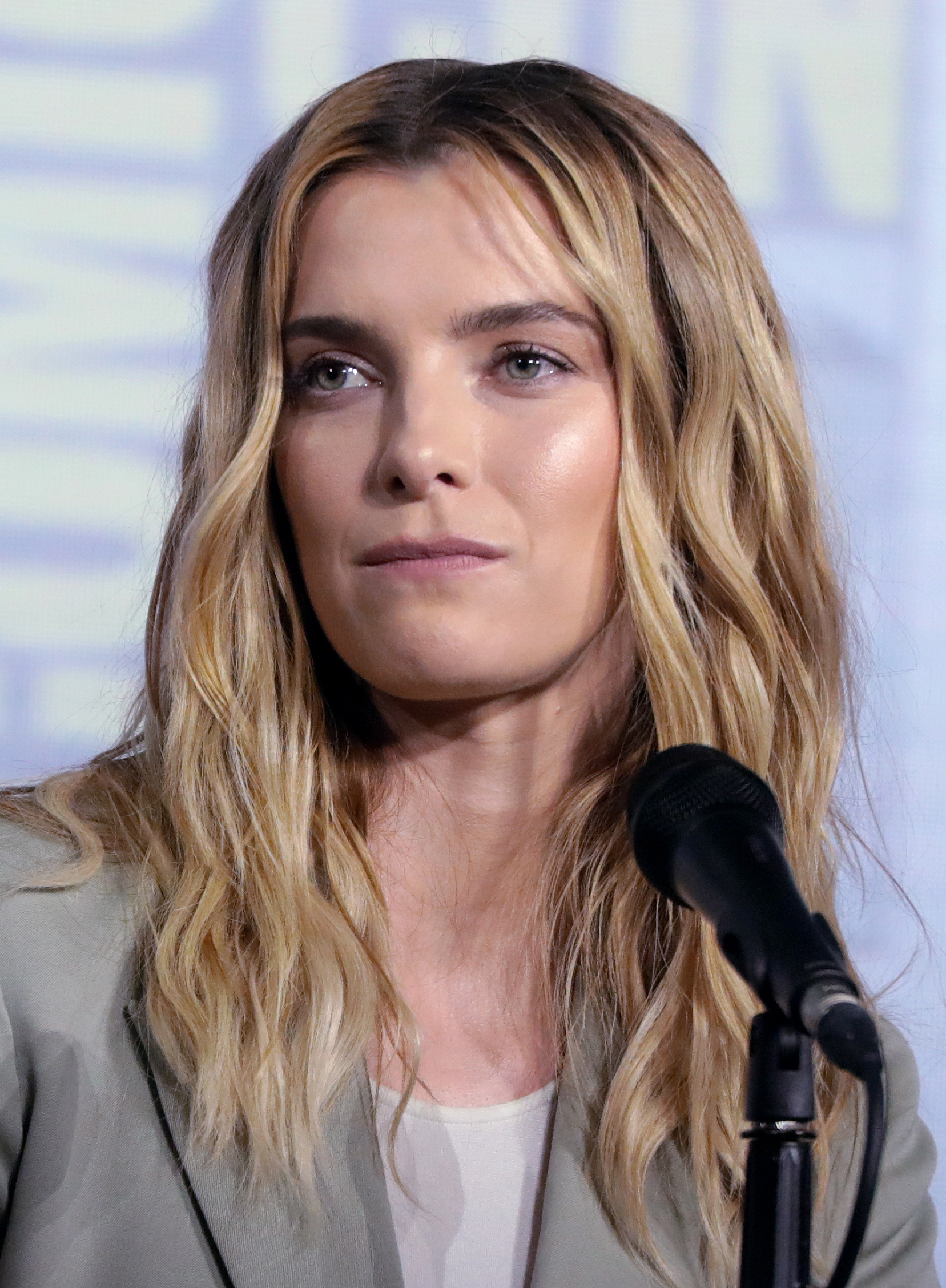
Betty Gilpin auf der San Diego Comic-Con im Juli 2019

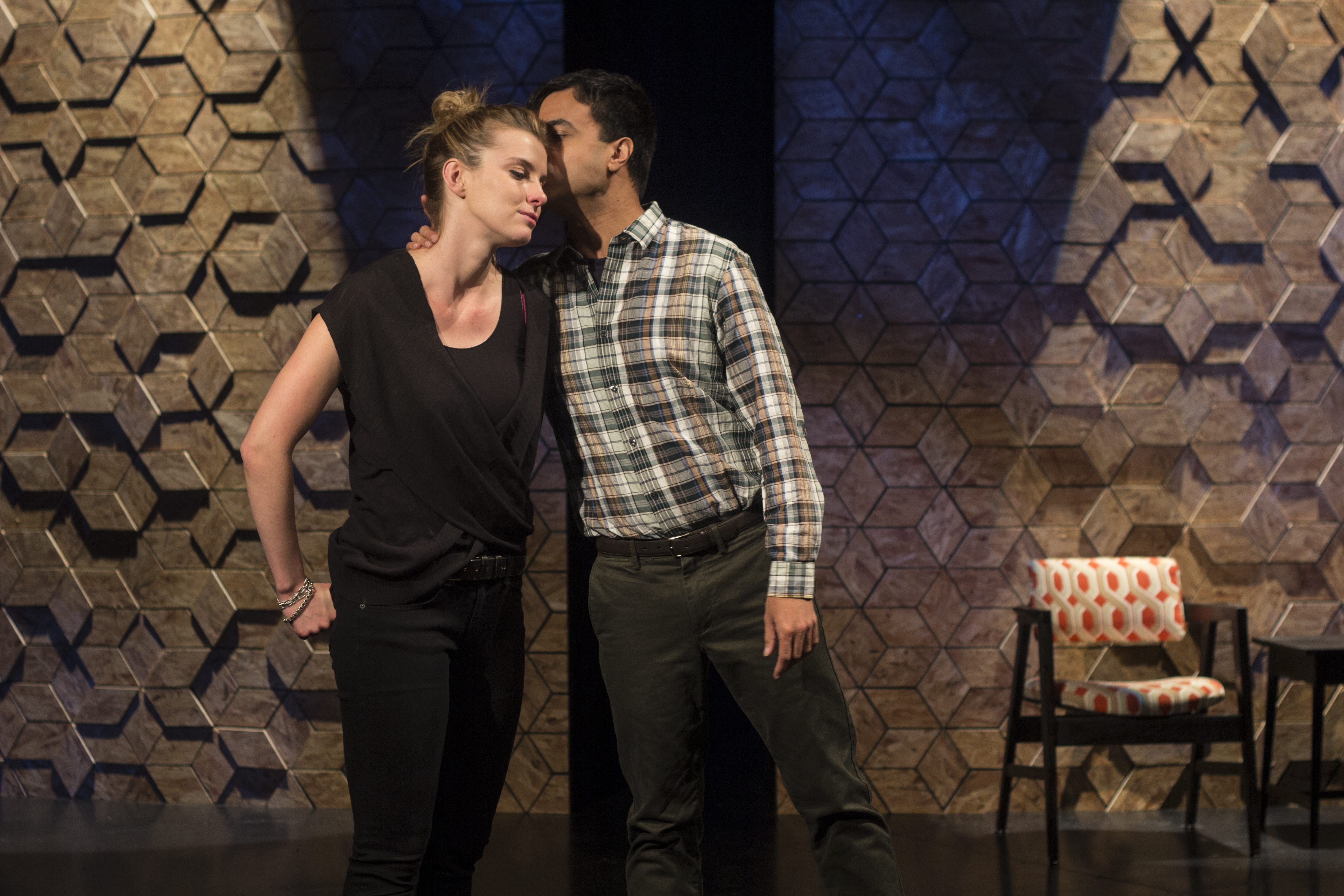
Betty Gilpin und Debargo Sanyal in einer Aufführung von An Intervention

Betty Gilpin (* 21. Juli 1986 in New York City) ist eine US-amerikanische Schauspielerin.

## Leben
Gilpin wuchs in New York City als Tochter des Schauspielerehepaares Jack Gilpin und Ann McDonough auf. Seit 2008 tritt sie als Schauspielerin in Film und Fernsehen in Erscheinung. Ihr Schaffen umfasst mehr als drei Dutzend Produktionen.
Bekannt wurde sie durch ihre Rolle als Dr. Carrie Roman in der Fernsehserie Nurse Jackie. Außerdem hatte sie seit 2008 Auftritte in Fernsehserie wie Fringe – Grenzfälle des FBI, Law & Order: Special Victims Unit, Elementary oder American Gods. 2015 spielte sie zudem im Film True Story – Spiel um Macht mit.
Im Oktober 2016 erhielt sie die Hauptrolle der Debbie „Liberty Belle“ Eagan in der Netflix-Serie GLOW. Aufgrund der COVID-19-Pandemie wurde die Serie, neben vielen weiteren, von Netflix nach der 3. Staffel eingestellt, obwohl schon einige Folgen der 4. Staffel gedreht waren.

## Filmografie (Auswahl)
- 2006, 2009: Criminal Intent – Verbrechen im Visier (Law & Order: Criminal Intent, Fernsehserie, Folgen 6x08 und 8x01)
- 2008: Death in Love
- 2008: New Amsterdam (Fernsehserie, Folge 1x02)
- 2008: Fringe – Grenzfälle des FBI (Fringe, Fernsehserie, Folge 1x02)
- 2009: The Unusuals (Fernsehserie, Folge 1x10)
- 2009: The Northern Kingdom
- 2009: Law & Order (Fernsehserie, Folge 20x09)
- 2010: Medium – Nichts bleibt verborgen (Medium, Fernsehserie, Folge 6x16)
- 2010: Past Life (Fernsehserie, Folge 1x02)
- 2012: Law & Order: Special Victims Unit (Fernsehserie, Folge 13x21)
- 2013–2015: Nurse Jackie (Fernsehserie, 34 Folgen)
- 2014: Take Care
- 2015: The Walker (Fernsehserie, 8 Folgen)
- 2015: Detective Laura Diamond (Fernsehserie, Folge 2x05)
- 2015: True Story – Spiel um Macht (True Story)
- 2016: Elementary (Fernsehserie, 4 Folgen)
- 2016: Masters of Sex (Fernsehserie, 9 Folgen)
- 2017: Future '38
- 2017: American Gods (Fernsehserie, 2 Folgen)
- 2017–2019: GLOW (Fernsehserie, 30 Folgen)
- 2019: Isn’t It Romantic
- 2019: Bailey – Ein Hund kehrt zurück (A Dog’s Journey)
- 2019: Stuber – 5 Sterne Undercover (Stuber)
- 2020: The Grudge
- 2020: The Hunt
- 2020: Coffee & Kareem
- 2021: The Tomorrow War
- 2022: Roar (Fernsehserie, Folge 1x03)
- 2022: Gaslit (Fernsehserie, 8 Folgen)
- 2023: Mrs. Davis (Fernsehserie, 8 Folgen)
- 2023: Skull Island (Fernsehserie, 6 Folgen, Synchronisation)
- 2023: Three Women (Fernsehserie, 10 Folgen)
- 2025: American Primeval (Miniserie)

## Theater (Auswahl)
- 2008: Good Boys and True (Second Stage Theatre)
- 2008: Boys' Life (Second Stage Theatre)
- 2010: That Face (New York City Center, Stage I)
- 2010: The Language Archive (Laura Pels Theatre)
- 2011: We Live Here (New York City Center, Stage I)
- 2012: Heartless (Pershing Square Signature Center, Irene Diamond Stage)
- 2015: I'm Gonna Pray for You So Hard (World Premiere Atlantic Theater Production)

## Auszeichnungen und Nominierungen
Primetime Emmy Award
- 2018: Nominierung als Beste Nebendarstellerin in einer Comedyserie für GLOW

Screen Actors Guild Award
- 2018: Nominierung als Bestes Schauspielensemble in einer Comedyserie für GLOW

Critics’ Choice Television Award
- 2018: Nominierung als Beste Nebendarstellerin in einer Comedyserie für GLOW